# Gloria Karamañites
Gloria Karamañites (Ciudad de Panamá, Panamá, 24 de diciembre de 1960) es una actriz y ganadora de concursos de belleza panameña que ganó el título de Miss Panamá 1980. representó a Panamá en el Miss Universo 1980.

## Biografía
Karamañites compitió en el certamen nacional de belleza Miss Panamá 1980 y obtuvo el título de Miss Panamá Universo. Representó a la región de Panamá Centro.También representó a Panamá en Miss Universo 1980, el certamen número 29 de Miss Universo se llevó a cabo en el Centro Cultural Sejong, Seúl, Corea del Sur el 8 de julio de 1980. Se ubicó entre los 12 semifinalistas. Gloria es la primera panameña negra en ganar el concurso Miss Panamá.

## Filmografía

### Película
| Año  | Título      | Rol      | Notas                                     |
| ---- | ----------- | -------- | ----------------------------------------- |
| 2021 | Miss Panamá | Sí misma | Ella es el tema principal del documental. |